# Дева в беде
Де́ва в беде́ (пресле́дуемая де́ва, беспомощная красавица) — типовой персонаж повествования (литературного произведения, оперы, фильма, компьютерной игры и т.д.). Дева в беде обычно является молодой и привлекательной женщиной, терзаемой ужасным злодеем или монстром и ожидающей героя, который её спасёт. Такие персонажи особенно характерны для мелодрамы.
Беспомощность, слабость и наивность девы наряду с ожиданием спасения от других персонажей сделала этот сюжетный элемент мишенью феминистской критики. Отдельной критике подвергается широкое использование архетипа девы в беде в эксплуатационном кино и искусстве, например — в жанре women in prison.

## В компьютерных играх
В компьютерных играх женские персонажи часто становятся девами в беде, а их спасение является главной целью. Ранним примером архетипа в видеоиграх является Паулина из аркадной игры Nintendo Donkey Kong (1981). Главный герой Марио должен помочь ей сбежать от похитителя, гигантской обезьяны.
В серии игр Dragon’s Lair принцесса Дафна, прекрасная дочь короля Этельреда, выступает в роли девы в беде, Джон М. Гибсон из GameSpy назвал её «воплощением» этого образа. Принцесса Пич в большей части проектов франшизы Mario также является примером архетипа.
В визуальной новелле Slay the Princess (2023) используется образ, однако главному герою наоборот приказано убить деву, а её спасение приведёт к гибели всего мира.